# Zhang Hong
Pour l’article homonyme, voir Zhang Hong (patinage de vitesse).
Zhang Hong ou Chang Hung ou Tchang Hong, surnom : Jundu, nom de pinceau : Haojian est un peintre chinois des XVIe – XVIIe siècles. Il est originaire de Suzhou (ville de la province du Jiangsu à l'Est de la Chine). C'est un peintre de figures, portraits, paysages animés, paysages et fleurs. Il est né en 1577 ou 1578 et mort après 1660.

## Biographie
Zhang Hong est un peintre de paysages dans la tradition de l'École Ma-Xia. Il est un bon exemple de la peinture des individualistes de la fin de la dynastie Ming et il est particulièrement intéressant dans son art de traduire la lumière.

## Musées
- Boston (musée des beaux-arts) :
  - Vue des monts Gouqu, encre et couleurs, inscription du peintre datée 1650.
- Cincinnati (musée d'art) :
  - Oiseaux sur une branche en fleurs au-dessus d'un ruisseau de montagne, signé et daté 1648.
- Shanghai :
  - Assis près d'un ruisseau de montagne, couleurs sur soie, sûrement tardif, rouleau en hauteur.
- Taipei (Nat. Palace Mus.) :
  - Budai 1535-1612, signé, poème de Wang Zhideng.
  - Le Mont Shixie, signé et daté 1613.
  - Vallée de rivière au clair de lune, signé et daté 1625.
  - Ruisseau de montagne après la neige, signé et daté 1626.
  - Camélias et narcisses, signé et daté 1626, d'après Lu Zhi (peintre).
  - Paysage et petit pavillon, signé et daté 1629.
  - Le Mont Qixia, signé et daté 1634.
  - Paysage, signé et daté 1637.
- Tianjin:
  - Paysage, couleurs sur papier, rouleau en hauteur.